# 타치키 후미히코
타치키 후미히코(立木 文彦, 1961년 4월 29일 ~ )는 일본의 성우이다.

## 출연작

### TV 애니메이션
1983년
- 성전사 단바인(제트 라이트)

1994년
- 용자경찰 제이데커/로봇수사대 K-캅스(쉐도우마루/쉐도우Z)

1995년
- 신세기 에반게리온(이카리 겐도)

1997년
- 포켓몬스터 (마티스, 아노키)
- 4차원 탐정 똘비 (오토탄)

1998년
- 바이스 크로이츠 (보탄)
- 멋지다 마사루 (토도로키구루마 지로)

2000년
- 원피스 (돈 클리크)

2001년
- 작은 눈의 요정 슈가(장로)
- 코코로 도서관(카지하라 경부)

2003년
- 포트리스 (캐터)

2004년
- 블리치 (자라키 켄파치)
- 따끈따끈 베이커리 (키리사키 유이치)

2006년
- 러브겟CHU~미라클 성우백서~(타나카 감독)
- 빙쵸탄(쿠누기탄의 아버지)
- ARIA The Natural(아파 할아버지)
- 쓰르라미 울 적에(카사이 타츠요시)
- 은혼 (하세가와 타이조)
- 나나 (모로보시 긴페이)

2007년
- 쓰르라미 울 적에 해(카사이 타츠요시)
- D-Gray Man (마나 워커, 나레이션)
- 역경무뢰 카이지 (해설)

2008년
- 노기자카 하루카의 비밀 (노기자카 겐토우)

2009년
- 강철의 연금술사 BROTHERHOOD (슬로스)
- 가면라이더 더블 (더블 드라이버 목소리)
- 바케모노가타리 (센조가하라 히타기 아버지)
- 원피스 (사카즈키)

2010년
- 내 여동생이 이렇게 귀여울 리가 없어(코우사카 남매의 아버지)

2012년
- 하이스쿨 DxD (붉은 용<웨일즈 드래곤> 드래이그, 적룡제의 농수<부스티드 기어>의 음성)

### OVA
1998년
- 뱀파이어 헌터 OVA(갈론)

2005년
- 키라메키 프로젝트(시마다 코사쿠)

### 극장용 애니메이션
1997년
- 신세기 에반게리온 데스&리버스(이카리 겐도)
- 신세기 에반게리온 End of Evangelion(이카리 겐도)

2002년
- 몬스터 주식회사(예티)

2007년
- 에반게리온 신극장판:서 (이카리 겐도)

2008년
- 월-E(존)

2009년
- 에반게리온 신극장판:파 (이카리 겐도)

2016년
- 명탐정 코난 에피소드 “원” 작아진 명탐정 (워커)
- 짱구는 못말려 극장판: 폭풍수면! 꿈꾸는 세계 대돌격 (쿠로이소)

2021년
- 명탐정 코난: 비색의 부재증명 (워커)

2024년
- 명탐정 코난: 비색의 부재증명 (워커)
- 극장판 짱구는 못말려: 우리들의 공룡일기 (쿠로이소)

### 게임
1996년
- 전설의 오우거 배틀(용아의 포겔, 암흑의 갈프)

2000년
- 바사라 (사카키바라 야스마사, 구키 모리타카, 혼다 다다카쓰)

2002년
- 백힐초화 -EPISODE OF THE CLOVER-(츠츠이 케이이치로)

2003년
- 테일즈 오브 심포니아(크라토스 아우리온)
- 아크 더 래드 정령의 황혼(샴슨)

2005년
- NAMCO x CAPCOM(드루아가, 아서)
- 소울칼리버3(나이트메어)

2007년
- 오딘 스피어(오다인, 벨드, 워그나)
- 테일즈 오브 팬덤 Vol.2(크라토스 아우리온)

### 인터넷 애니메이션
2007년
- GR -자이언트 로보-(텍사스)

### 특촬물
2010년
- 가면라이더 W (나레이션, 가이아 메모리 음성)

### 온라인 게임
- 마비노기 영웅전(아이단, 카록)

### 격투기 단체
일본 격투기 단체 PRIDE의 오프닝 영상 및 인트로 성우를 맡았다.
특유의 중저음 목소리로 수 많은 격투기 영상들을 빛냈으며 아직도 많은 팬들의 사랑을 받고 있다.
[격투기 이벤트 PRIDE]
[격투기 이벤트 야렌노카! 오미소카! 2007]
[격투기 이벤트 DREAM]